# Alice Volpi
Alice Volpi (n. 15 aprilie 1992, Siena, Toscana, Italia) este o scrimeră italiană, medaliată olimpică. A participat la o ediție a Jocurilor Olimpice (2020) în care a câștigat o medalie de bronz.